# جون دوغرتي (لاعب دوري الرغبي)
جون دوغرتي (بالإنجليزية: John Dougherty)‏ هو لاعب دوري الرغبي أسترالي، ولد في 1931.